# Городское поселение посёлок Алмазный
Городско́е поселе́ние посёлок Алмазный — муниципальное образование в Мирнинском районе Якутии Российской Федерации.
Административный центр — пгт Алмазный.

## История
Статус и границы городского поселения установлены Законом Республики Саха (Якутия) от 30 ноября 2004 года N 173-З N 353-III «Об установлении границ и о наделении статусом городского и сельского поселений муниципальных образований Республики Саха (Якутия)».
В мае 2023 года село Берёзовка передана в городское поселение город Мирный.

## Население
| 2011  | 2012  | 2013  | 2014  | 2015  | 2016  | 2017  |
| ----- | ----- | ----- | ----- | ----- | ----- | ----- |
| 1612  | ↘1551 | ↘1539 | ↘1518 | ↘1494 | ↗1511 | ↗1524 |
| 2018  | 2019  | 2020  | 2021  | 2023  |       |       |
| ↘1514 | ↘1478 | ↘1431 | ↗1725 | ↘1663 |       |       |

## Состав городского поселения
| № | Населённый пункт | Тип населённого пункта      | Население |
| - | ---------------- | --------------------------- | --------- |
| 1 | Алмазный         | пгт, административный центр | ↘1598     |
| 2 | Новый            | село                        | ↘71       |